# 4-й батальон шуцманшафта
4-й литовский батальон шуцманшафта (нем. 4. Litauisches Schutzmannschaft-Bataillon) — литовское коллаборационистское военизированное формирование времён Второй мировой войны, сотрудничавшее с немецкими оккупационными властями.

## История
4-й литовский батальон шуцманшафта был сформирован в Вильнюсе в начале сентября 1941 года. Командиром батальон был назначен капитан П. Барейшис. Батальон состоял из 390 полицаев и офицеров. По приказу немецких оккупационных властей от 23 марта 1942 года 4,7,8,11-е полицейские батальоны должны были отправиться на Украину. 10 мая батальон отправился во Львов. Через 2 недели батальон быо отправлен в Сталино (ныне - Донецк). 1-я рота отправилась в Снежное, 2-я рота в Макеевку, 3-я и 4-я рота остались в Сталино. В юзовке коллаборационисты охраняли лагерь советских военнопленных. В ноябре 1942 года 2-й отряд 4-й роты был направлен в Ростов-на-Дону. После Сталинградской битвы этот отряд был передислоцирован в Иловайск. В начале 1943-о года 4-я рота прибыла в Славянск. При приближении фронта она была перемещена в Днепропетровск. 4-й батальон шуцманшафта охранял военные склады и участки железных дорог. Периодически происходили стычки с партизанами. В конце января 1944 года батальон попал в окружение Красной Армии в районе Ковеля и Дубно. Многие полицаи попали в плен.